# The Rockfords
'The Rockfords es un grupo de rock estadounidense, formado en 1999 en Seattle.
Este grupo formado por uno de los integrantes actuales y fundadores de Pearl Jam, Mike McCready tiene más de veinte años de amistad entre sus miembros y es poseedor de un solo álbum en estudio que lleva el mismo nombre que la banda, cuya fecha de lanzamiento fue el 1 de febrero de 2000 y fue editado por la discográfica Epic, con quien su relación finalizó tras la emisión del disco. También poseen otro álbum grabado en vivo en Seattle en el año 2003, por el sello independiente Kufala.

## Miembros
- Carrie Akre (voz)
- Mike McCready (guitarra)
- Chris Friel (tambores)
- Danny Newcomb(guitarra)
- Rick Friel (bajo, vocales).

- Datos: Q953152